# Route nationale 285
Pour les articles homonymes, voir Route 285.
La route nationale 285 ou RN 285 était une route nationale française reliant l'échangeur n° 42 de l'A 8 à Cannes. À la suite de la réforme de 2006, elle a été déclassée en RD 6285. Elle avait d'abord été nommée route nationale 567A ou RN 567A